# 約瑟夫·布里瓦德·科曉

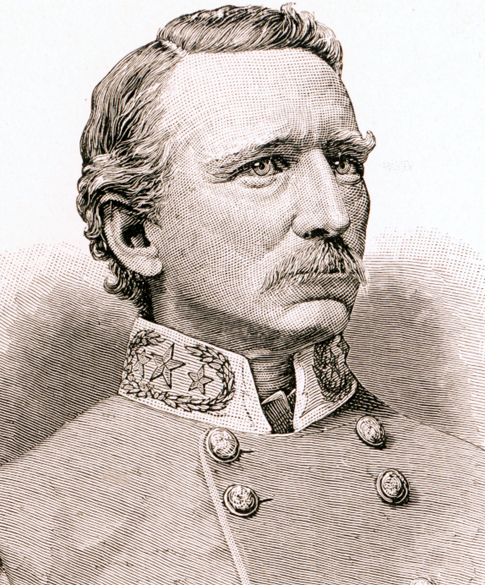
約瑟夫·布里瓦德·科曉

約瑟夫·布里瓦德·科曉（英語：Joseph Brevard Kershaw，1822年1月5日—1894年4月13日）是美國律師、法官以及南北戰爭期間的邦聯准將。

## 生平

### 戰前
1822年，科曉生於康登縣。其父數次當上了南卡州的市長，但於科曉7歲時逝世。
年輕的科曉修讀法律，成為律師；更於1852年至1856年是該州的參議院(South Carolina Senate)成員之一。他的軍事知識亦是在這段時間學回來的。

### 戰時
內戰之始，科曉是南卡羅來納州第二步兵團的指揮，參與了第一次牛奔河之役。很快就晉升為准將，效力李將軍之北維吉尼亞軍團麾下的隆史崔特之第一兵團。
其後他又參與了半島會戰、北維吉尼亞會戰和馬里蘭會戰。在1862年的弗雷德里克斯堡之役中，科曉率領部下駐守瑪莉高地，打退了聯邦軍的最後兩次攻勢。
蓋茨堡之役敗北，西部戰場更是不斷失利，科曉的軍旅跟隨隆史崔特到達奇卡莫加战役，並取得勝利。隨後返回維吉尼亞州，參與了莽原之役、史波特斯凡尼亞郡府之役、北安娜之役、冷港之役、河谷會戰等。

### 戰後
1865年回家後，科曉繼續當政。同年成了參議院的主席。1877年至1893年，他當上了巡迴法院的法官。次年則為康登縣的管理員(postmaster)。同年去世。

## 科曉旅之步兵團
- 南卡羅來納州第十五步兵團
- 南卡羅來納州第二步兵團
- 南卡羅來納州第三步兵團
- 南卡羅來納州第三步兵營
- 南卡羅來納州第七步兵團
- 南卡羅來納州第八步兵團